# Répceszemere
Répceszemere (Duits: Semmerach) is een plaats (község) en gemeente in het Hongaarse comitaat Győr-Moson-Sopron. Répceszemere telt 342 inwoners (2001).